# روبرت تافت
روبرت تافت (بالإنجليزية: Robert A. Taft) (و. 1889 – 1953 م) هو سياسي، وقاض من الولايات المتحدة الأمريكية ولد في سينسيناتي، أوهايو.
تولى منصب عضو مجلس الشيوخ الأمريكي .وهو عضو في الحزب الجمهوري .

## التعليم
تعلم في جامعة ييل، وكلية هارفارد للحقوق.

## روابط خارجية
- روبرت تافت على موقع الموسوعة البريطانية (الإنجليزية)
- روبرت تافت على موقع الموسوعة البريطانية (الإنجليزية)
- روبرت تافت على موقع مونزينجر (الألمانية)
- روبرت تافت على موقع إن إن دي بي (الإنجليزية)